# Опсада Флијунта
Опсаду Флијунта извршили су Спартанци у периоду од 385-4. п. н. е. Завршена је поразом Флијунта.

## Опсада
Анталкдиним миром, Спарта је поново успоставила своју хегемонију. Потом је кренула у кажњавање држава који су у Коринтском рату учествовали на страну устаника. Мантинеја је уништена, а становништво расељено. Спарта се још суровије обрачунала са Флијунтом у коме је такође било успостављено демократско уређење. Повод за поход на Флијунт било је наводно вређање повратника. Војску је предводио краљ Агесилај који је био у најтешњој вези са олигарсима Флијунта. Спартанци су захтевали да се у граду постави сталан спартански гарнизон. Када су Флијунћани одбили да то испуне, Агесилај је приступио опсади града. Опсада је трајала годину дана и осам месеци. Градски гарнизон од свега 5000 људи борио се против огромне Агесилајеве армије. На крају је морао да попусти. Судбину Флијунта ефори су поверили самом Агесилају. Он је поступио овако: организован је суд од 50 повратника и 50 грађана који су остали у граду. Њихов задатак био је да казне све за које су сматрали да заслужују казну и да саставе законе по којима би требало да се управља градом.